# Tökéletes katona – A visszatérés
A Tökéletes katona – A visszatérés (eredeti cím: Universal Soldier: The Return) 1999-ben bemutatott sci-fi-akciófilm Mic Rodgers elsőfilmes rendezésében. A főbb szerepekben Jean-Claude Van Damme, Michael Jai White, Bill Goldberg, Heidi Schanz, Kiana Tom és Xander Berkeley látható.
1999. augusztus 20-án debütált az Egyesült Államokban. Ez volt Van Damme utolsó filmje, amelyet széles körben bemutattak az Egyesült Államokban a 2012-es The Expendables – A feláldozhatók 2. című film előtt. Az 1992-es Tökéletes katona című film folytatása és a negyedik film a Tökéletes katona-filmsorozatban, amelyet két tévéfilm követett. 
A film negatív véleményeket kapott a kritikusoktól, emellett több mint 10 millió dolláros bevételt hozott az Egyesült Államok mozijaiban. A sorozat harmadik része, a közvetlenül a DVD-n megjelent Tökéletes katona: A leszámolás napja 2010-ben jelent meg, amely figyelmen kívül hagyja A visszatérés eseményeit, és az első film alternatív folytatásaként szolgál. 

## Cselekmény
7 évvel az első film eseményei után, Luc Devereaux (Van Damme), aki ezúttal egy átlagos katona és műszaki szakértő, egy kormányprogramon dolgozik. Partnere Maggie (Kiana Tom), számtalanszor részt vett már közös tréningen az új típusú katonákkal, hogy tökéletesítse a UniSol programot, miszerint új, erősebb fajta katonákat hozzanak létre, akik sokkal intelligensebbek és kifinomultabbak, így leváltva az élő embereket. Az összes uniSol, amik persze gyorsabbak és erősebbek az eredetieknél, össze van kapcsolva egy mesterséges intelligenciával bíró, önállóan fejlődő számítógéppel, amit S.E.T.H.-nek hívnak (Michael jai White).
Amikor S.E.T.H. rájön, hogy a Universal Soldier programot le akarják zárni költségvetési megszorítások miatt, átveszi az irányítást maga felett, hogy bebiztosítsa a fennmaradását.
S.E.T.H. megöli azokat, akik megpróbálják őt kikapcsolni, és irányítást szerez a szuperkatonák felett, akiket az izmos testű Romeo (Bill Goldberg) vezet. Devereauxot nem öli meg, mivel csak ő tudja a titkos kódot, ami egy beépített program deaktiválásához szükséges. Ezzel a programmal S.E.T.H.-et le lehet állítani néhány órán belül. Egy hacker (Squid - Brent Hinkley) segítségével S.E.T.H. újjáéled egy szuperkatona testében (White), ami még újabb, mint az eddigi UniSol-ok.
Luc-nak nemcsak a becsvágyó riporternőt, Erin Young-ot (Schanz) kell magáról leráznia, hanem Radford tábornokkal (Daniel Von bargen) is vitába keveredik, mivel ő szélsőséges intézkedéseket készül végrehajtani azért, hogy S.E.T.H.-et végleg megállítsa. Eközben S.E.T.H. utasítására Romeo elrabolja Luc 13 éves beteg kislányát, Hillary-t (Karis Paige Bryant). Maggie meghal az incidensben.
Luc az egyetlen személy, aki megmentheti Hillary-t, mert ő tudja elsőkézben, hogy egy UniSol (szuperkatona) hogyan gondolkodik, érez, és harcol. Luc beszivárog a UniSol-ok bázisára, de szembe találja magát Maggie-vel, aki szuperkatonaként fel lett élesztve. S.E.T.H. maga jön rá, hogy mi a kód, ezután úgy dönt, hogy megöli Luc-ot, Hillary-t pedig felneveli. Harcuk közben Luc folyékony nitrogént juttat S.E.T.H. testére, ami ezáltal megfagy, majd végül darabokra törik. Luc ezután harcba keveredik Romeo-val. Megjelenik Maggie, aki visszanyeri az irányítást saját tudata felett, és lelövi Romeo-t. Luc és Hillary időben kijutnak az épületből, viszont a Radford tábornok által elhelyezett bombák nem robbannak fel, mert S.E.T.H. korábban hatástalanította őket. Ahogy Romeo és a szuperkatona osztag elkezd kifelé özönleni az épületből, Luc belelő a robbanótöltetbe, így az egész épület a levegőbe repül, ezáltal elpusztítva az összes uniSol-t.

## Szereplők
| Szerep               | Színész               | Magyar hang        |
| -------------------- | --------------------- | ------------------ |
| Luc Deveraux         | Jean-Claude Van Damme | Jakab Csaba        |
| S.E.T.H.             | Michael Jai White     | Kálid Artúr        |
| Erin Young           | Heidi Schanz          | Kiss Erika         |
| Dr. Dylan Cotner     | Xander Berkeley       | Németh Gábor       |
| Blackburn százados   | Justin Lazard         | Welker Gábor       |
| Maggie               | Kiana Tom             | Mics Ildikó        |
| Radford tábornok     | Daniel von Bargen     | Barbinek Péter     |
| Morrow őrmester      | James R. Black        |                    |
| Hillary Deveraux     | Karis Paige Bryant    | Bogdányi Titanilla |
| Romeo                | Bill Goldberg         | Vass Gábor         |
| technikus            | Brent Anderson        |                    |
| UniSol 2500 (hangja) | Lyle Kanouse          |                    |